# Desna-2 Czernihów
Desna-2 Czernihów (ukr. Футбольний клуб «Десна-2» Чернігів, Futbolnyj Kłub "Desna-2" Czernihiw) – ukraiński klub piłkarski z siedzibą w Czernihowie. Jest drugim zespołem klubu Desna Czernihów. Status profesjonalny otrzymał w roku 2008.
Zgodnie regulaminu klub nie może awansować do ligi, w której już gra I zespół klubu, oraz nie może występować w rozgrywkach Pucharu Ukrainy. 
Występuje w rozgrywkach ukraińskiej Drugiej Lihi. 

## Historia
Chronologia nazw:
- 2008—...: Desna-2 Czernihów (ukr. «Десна-2» Чернігів)

Klub Desna-2 Czernihów zaczął występować w rozgrywkach Drugiej Lihi od sezonu 2008/09. 

## Inne
- Desna Czernihów